# Vòng loại trực tiếp UEFA Champions League 1998–99
Giải bóng đá UEFA Champions League 1998–99 là mùa giải lần thứ 44 của giải UEFA Champions League, là giải đấu của các câu lạc bộ hàng đầu ở châu Âu và là mùa giải thứ bảy sau khi đổi tên từ "European Cup" thành "UEFA Champions League". Đội vô địch là Manchester United sau khi đánh bại Bayern Munich với tỷ số 2–1 trong trận chung kết. Manchester United chỉ cần hai phút cuối cùng của ba phút bù giờ để đánh bại Bayern Munich bằng hai bàn thắng của bộ đôi tiền đạo Teddy Sheringham và Ole Gunnar Solskjær. Manchester United là câu lạc bộ bóng đá Anh đầu tiên giành chiến thắng giải đấu bóng đá câu lạc bộ hàng đầu của châu Âu kể từ năm 1984 và cũng là câu lạc bộ bóng đá Anh đầu tiên tiến tới trận chung kết Champions League kể từ khi Thảm họa Heysel và sau đó bị lệnh cấm các câu lạc bộ bóng đá Anh tham dự tất cả các giải đấu do UEFA giữa những năm 1985 và 1990.
Manchester United đã hoàn thành cú ăn ba vĩ đại trong lịch sử của câu lạc bộ, trở thành câu lạc bộ bóng đá thứ tư ở châu Âu làm được như vậy khi giành UEFA Champions League 1998–99, Cúp FA 1998–99  và Giải bóng đá Ngoại hạng Anh 1998–99. Quỷ đỏ thành Manchester giành được danh hiệu mà không để thua một trận duy nhất, mặc dù đã thi đấu cùng bảng với Bayern Munich, Barcelona và Brøndby cộng với hai câu lạc bộ hàng đầu nước Ý được đánh giá cao ở giai đoạn knock-out. Tuy nhiên, United đã trở thành nhà vô địch chỉ với năm trận thắng trong tổng số các trận, số trận thắng thấp nhất ghi nhận của một nhà vô địch trong kỷ nguyên Champions League đến nay, mặc dù cuộc thi hiện nay có thêm một vòng 16 đội với hai trận đấu ở giai đoạn knock-out.
Real Madrid là đương kim vô địch nhưng đã bị loại bởi Dynamo Kyiv ở vòng tứ kết.

## Vòng tứ kết
| Đội 1             | TTS | Đội 2          | Lượt đi | Lượt về |
| ----------------- | --- | -------------- | ------- | ------- |
| Real Madrid       | 1–3 | Dynamo Kyiv    | 1–1     | 0–2     |
| Manchester United | 3–1 | Internazionale | 2–0     | 1–1     |
| Juventus          | 3–2 | Olympiacos     | 2–1     | 1–1     |
| Bayern Munich     | 6–0 | Kaiserslautern | 2–0     | 4–0     |

### Lượt đi
| Real Madrid   | 1–1    | Dynamo Kyiv    |
| ------------- | ------ | -------------- |
| Mijatović 66' | Report | Shevchenko 54' |

| Manchester United | 2–0    | Internazionale |
| ----------------- | ------ | -------------- |
| Yorke 7', 45+1'   | Report |                |

| Juventus                | 2–1    | Olympiacos            |
| ----------------------- | ------ | --------------------- |
| Inzaghi 38' · Conte 79' | Report | Niniadis 90+' (ph.đ.) |

| Bayern Munich             | 2–0    | Kaiserslautern |
| ------------------------- | ------ | -------------- |
| Élber 31' · Effenberg 35' | Report |                |

### Lượt về
| Dynamo Kyiv         | 2–0    | Real Madrid |
| ------------------- | ------ | ----------- |
| Shevchenko 62', 79' | Report |             |

Dynamo Kyiv thắng 3–1 chung cuộc.
| Internazionale | 1–1    | Manchester United |
| -------------- | ------ | ----------------- |
| Ventola 63'    | Report | Scholes 88'       |

Manchester United thắng 3–1 chung cuộc.
| Olympiacos | 1–1    | Juventus  |
| ---------- | ------ | --------- |
| Gogić 12'  | Report | Conte 85' |

Juventus thắng 3–2 chung cuộc.
| Kaiserslautern | 0–4    | Bayern Munich                                               |
| -------------- | ------ | ----------------------------------------------------------- |
|                | Report | Effenberg 9' · Jancker 22' · Rösler 39' (l.n.) · Basler 56' |

Bayern Munich thắng 6–0 chung cuộc.

## Vòng bán kết
| Đội 1             | TTS | Đội 2         | Lượt đi | Lượt về |
| ----------------- | --- | ------------- | ------- | ------- |
| Manchester United | 4–3 | Juventus      | 1–1     | 3–2     |
| Dynamo Kyiv       | 3–4 | Bayern Munich | 3–3     | 0–1     |

### Lượt đi
| Manchester United | 1–1    | Juventus  |
| ----------------- | ------ | --------- |
| Giggs 90+2'       | Report | Conte 25' |

| Dynamo Kyiv                        | 3–3    | Bayern Munich                            |
| ---------------------------------- | ------ | ---------------------------------------- |
| Shevchenko 16', 43' · Kosovsky 50' | Report | Tarnat 45' · Effenberg 78' · Jancker 88' |

### Lượt về
| Juventus        | 2–3    | Manchester United                |
| --------------- | ------ | -------------------------------- |
| Inzaghi 6', 11' | Report | Keane 24' · Yorke 34' · Cole 84' |

| Bayern Munich | 1–0    | Dynamo Kyiv |
| ------------- | ------ | ----------- |
| Basler 35'    | Report |             |

## Trận chung kết
| Manchester United                 | 2–1    | Bayern Munich |
| --------------------------------- | ------ | ------------- |
| Sheringham 90+1' · Solskjær 90+3' | Report | Basler 6'     |